# Mocis undata
Mocis undata là một loài bướm đêm của phân họ Catocalinae thuộc họ Erebidae. Nó được tìm thấy ở miền nhiệt đới châu Phi và Oriental Regions, bao gồm Ấn Độ.
Ấu trùng ăn các loài Cytisus, Desmodium, Wisteria, Arachis, Butea, Cajanus, Calopogonium, Crotalaria, Derris, Glycine, Indigofera, Mucuna, Phaseolus, Pueraria, Rhynchosia, Tephrosia, Vigna, Shorea, Hevea, Gossypium, Nephelium và Solanum.

## Hình ảnh

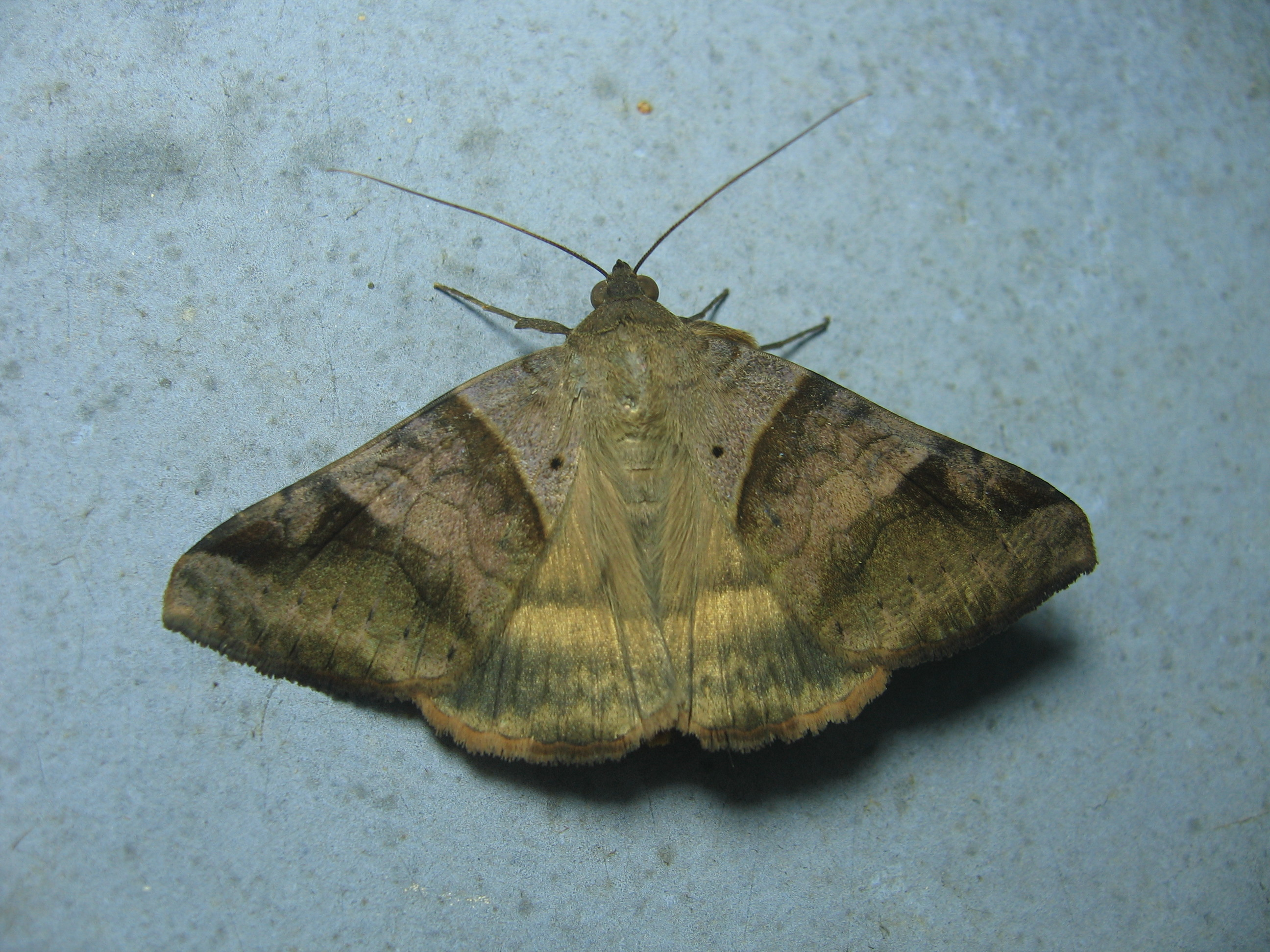
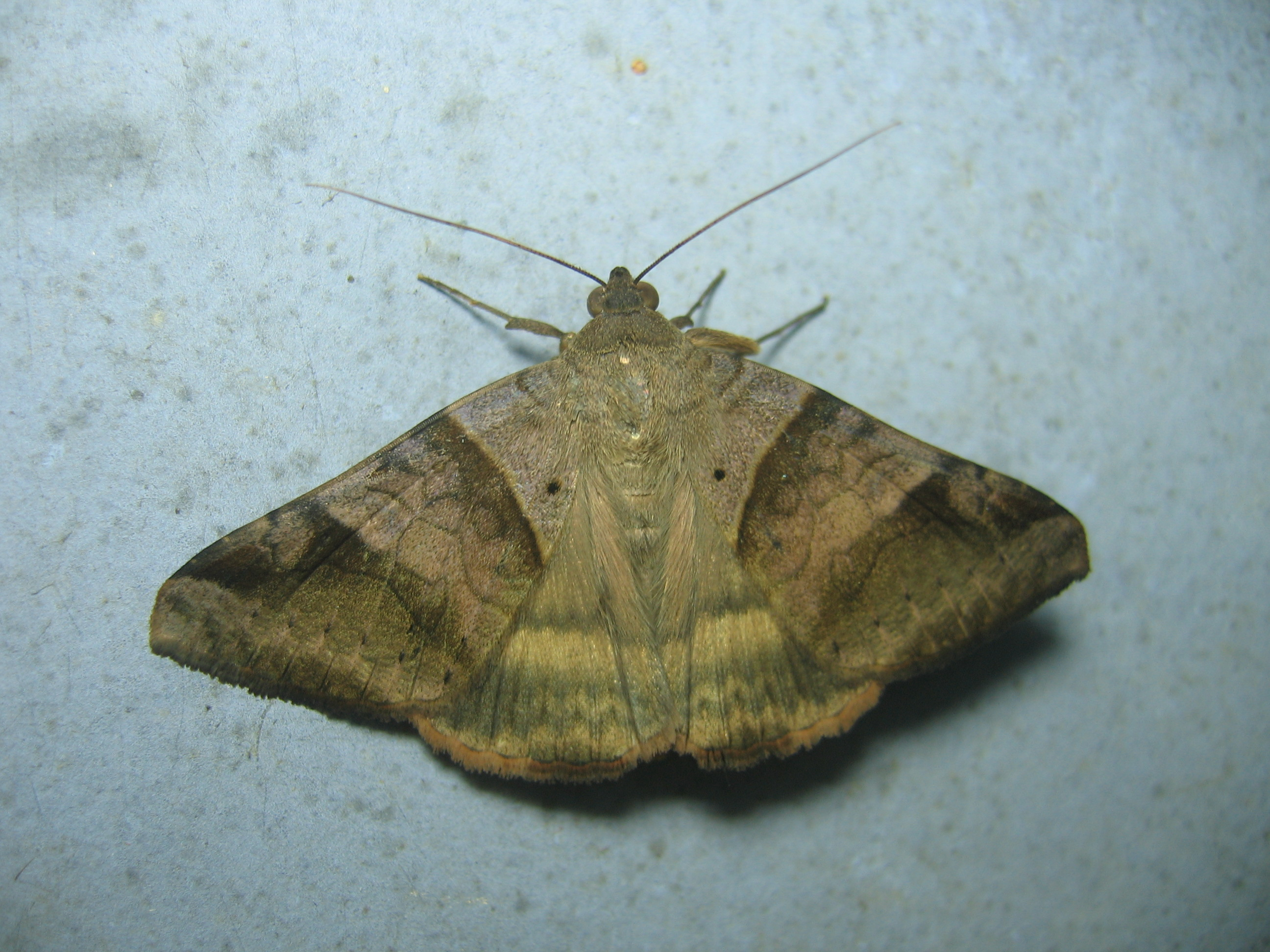
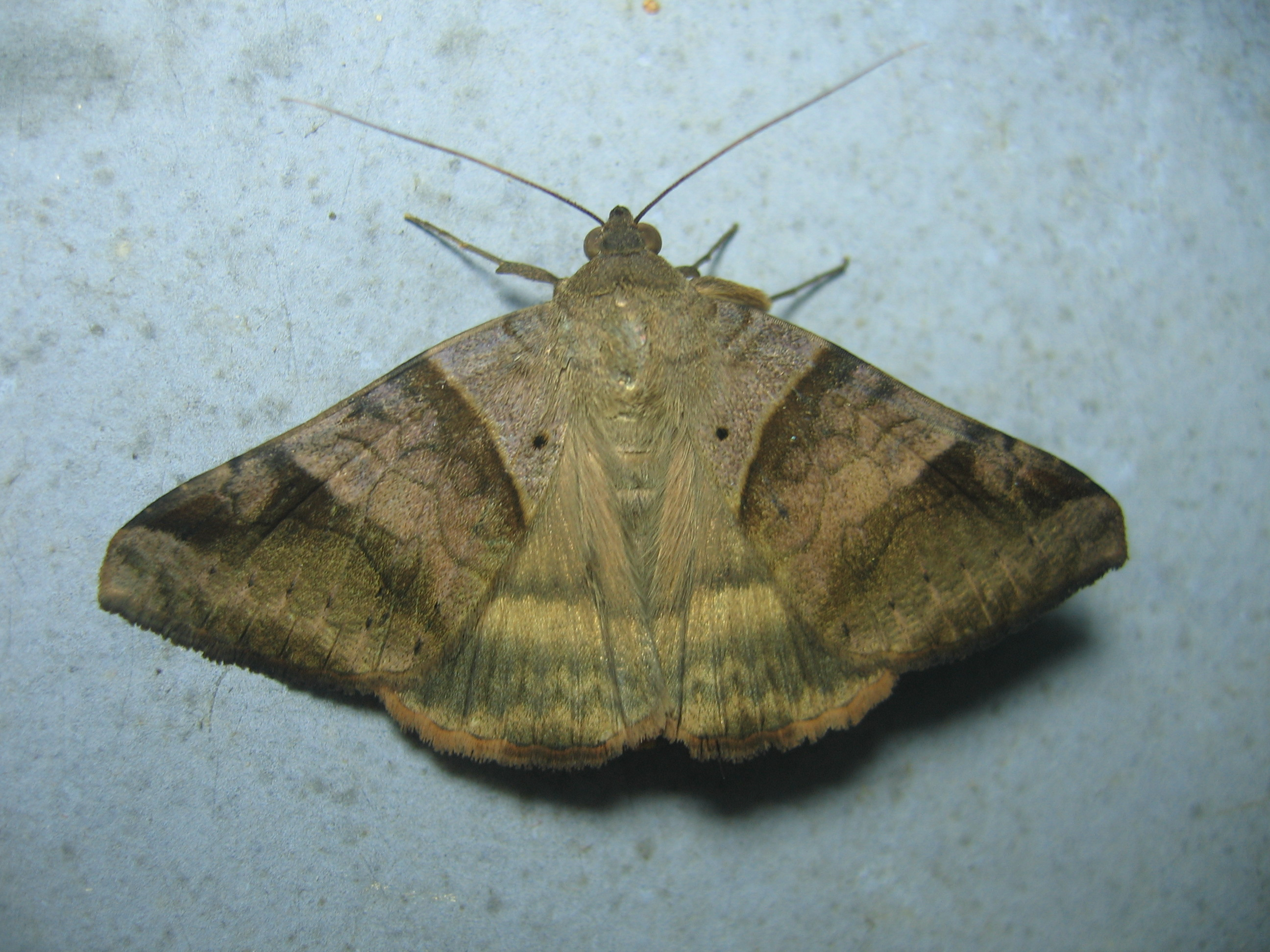